# ويليام وارد بروس الأول
ويليام وارد بروس الأول (بالإنجليزية: William Ward Burrows I)‏ هو ضابط أمريكي، ولد في 16 يناير 1758 في تشارلستون في الولايات المتحدة، وتوفي في 13 مارس 1804 في واشنطن العاصمة في الولايات المتحدة.